# Ohrensburg
Die Ohrensburg ist eine abgegangene karolingerzeitliche Wallburg bei Ohrensen in der Gemeinde Bargstedt im niedersächsischen Landkreis Stade.
Die Burg ist auf mehreren Seiten durch feuchte Niederungen natürlich geschützt. Lediglich die Ostflanke ist durch einen doppelten, bis zu 5 m hohen Wall mit dazwischenliegendem Spitzgraben gesichert. Angeblich waren im Osten noch weitere vorgelagerte Gräben vorhanden, die aber heute verschwunden sind. Ein Graben im Süden soll bei der Anlage der Straße zerstört worden sein. Das rechteckige Burgareal hat die Maße 80 × 60 m. Das Innere ist durch die Anlage eines Friedhofs im 19. Jahrhundert stark in Mitleidenschaft gezogen worden. Mittlerweile ist auch die Ostseite durch weitere Veränderungen vollständig zerstört.
1966 wurde eine Notgrabung durchgeführt, die Funde des 8./9. Jahrhunderts erbrachte. Nach den Ergebnissen dieser Untersuchung war der Wall aus Soden- und Sandschichten ohne Holzeinbauten aufgebaut. Unmittelbar hinter dem Wall hat sich ein Gebäude befunden.
Die Burg wird in der historischen Überlieferung nicht erwähnt, ihre Erbauer sind unbekannt.